# Guillaume Xavier Chrétien
Guillaume Xavier Chrétien, né le 1er juin 1756 à L'Isle-sur-le-Doubs (Doubs), mort à une date inconnue, est un général français de la Révolution et de l’Empire.

## États de service
Il entre en service comme soldat au régiment d’Angoumois le 23 avril 1771, il est nommé sergent en 1779. Il prend part à la guerre d'indépendance des États-Unis de 1779 à 1781. Il quitte le service en 1787.
En 1789, il est dans la garde nationale à Perpignan, puis il est nommé lieutenant dans la gendarmerie nationale le 5 février 1792. Le 10 août 1793, il sert comme aide de camp du général Dagobert à l’armée des Pyrénées-Orientales. Il est nommé chef de brigade le 29 septembre 1793, et adjudant-général sous-chef d’État-major le 4 janvier 1794. 
Il est promu général de brigade le 28 janvier 1794, et il est nommé chef d’État-major de la 5e division en juin 1794. Il n’est pas compris dans la réorganisation de juin 1795, et il est autorisé à prendre sa retraite en 1796. 
En février 1814, il est rappelé au service pour effectuer la surveillance des passages des rivières, et il est chargé le 6 mars 1814, de l’organisation et de la surveillance des travaux de défense dans la région de Bordeaux. 
Il est mis à la retraite en septembre 1814.

## Sources
- (en) « Generals Who Served in the French Army during the Period 1789 - 1814: Eberle to Exelmans »
- Georges Six : Dictionnaire biographique des généraux et amiraux français de la Révolution et de l'Empire (1792-1814). Paris : Librairie G. Saffroy, 1934, Tome 1
- Léon Hennet, Etat militaire de France pour l’année 1793, Siège de la société, Paris, 1903, p. 287.